# Gary Hooper
Gary Hooper (Essex, Inglaterra, 26 de enero de 1988) es un futbolista escocés que juega como delantero en el Barnet F. C. de la National League inglesa.

## Trayectoria

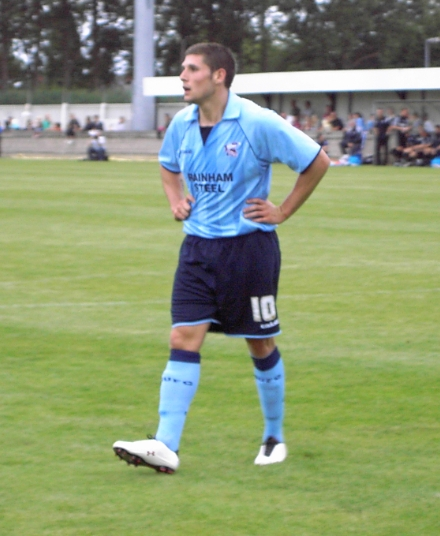
Gary Hooper en sus tiempos de jugador del Scunthorpe United

Gary marcó 20 goles en 64 partidos entre los años 2004 y 2006 en los que militó en el club inglés Grays Athletics. Más tarde, fichó por el Southend United, equipo con el que solo consiguió marcar 2 goles en 32 partidos. Después, se iría cedido al Leyton Orient en el que recuperó su calidad marcando 2 goles en 4 partidos. Luego de pasar por el Leyton Orient, se fue cedido a otro club llamado Hereford United en el que marcó 11 goles en 19 partidos. Finalmente, terminarían las cesiones y empezaron los traspasos. Se marchó al Scunthorpe United en el que logró una elevada cifra de goles, nada más ni nada menos que 43 en 80 partidos. Finalmente, ficharía por el Celtic en el que mejoró como futbolista marcando 44 goles en 63 partidos.
Cabe destacar, que marcó 5 goles en un único partido ante el Hearts. Jugaba para el Celtic.

## Clubes
| Club                               | País                   | Año           |
| ---------------------------------- | ---------------------- | ------------- |
| Grays Athletic F. C.               | Inglaterra             | 2004-2006     |
| Southend United F. C.              | Inglaterra             | 2006          |
| Leyton Orient F. C.                | Inglaterra             | 2007          |
| Hereford United F. C.              | Inglaterra             | 2008          |
| Scunthorpe United F. C.            | Inglaterra             | 2008-2010     |
| Celtic F. C.                       | Escocia                | 2010-2013     |
| Norwich City F. C.                 | Inglaterra             | 2013-2016     |
| Sheffield Wednesday F. C. (cedido) | Inglaterra             | 2015          |
| Sheffield Wednesday F. C.          | Inglaterra             | 2016-2019     |
| Wellington Phoenix F. C.           | Nueva Zelanda          | 2019-2020     |
| Kerala Blasters                    | India                  | 2020-2021     |
| Wellington Phoenix F. C.           | Nueva Zelanda          | 2021-2022     |
| A. C. Omonia Nicosia               | Chipre                 | 2022-2023     |
| Gulf United F. C.                  | Emiratos Árabes Unidos | 2023          |
| Barnet F. C.                       | Inglaterra             | 2023-presente |

## Palmarés

### Títulos nacionales
| Título                    | Club         | País    | Año  |
| ------------------------- | ------------ | ------- | ---- |
| Copa de Escocia           | Celtic F. C. | Escocia | 2011 |
| Premier League de Escocia | Celtic F. C. | Escocia | 2012 |
| Premier League de Escocia | Celtic F. C. | Escocia | 2013 |
| Copa de Escocia           | Celtic F. C. | Escocia | 2013 |